# Aerobic Disco
Az Aerobic Disco című dal Di Fumetti és Sydney Youngblood közös dala, mely fizikai hanghordozón nem jelent meg, és slágerlistás helyezést sem ért el.

## Megjelenések
Digitális letöltés   MMR-148e
1. Aerobic Disco (Original Club Mix Deutsch) 6:50
2. Aerobic Disco (Ultra Flirt Remix) 5:21 Remix – Ultra Flirt
3. Aerobic Disco (Hard Training Mix) 5:29
4. Aerobic Disco (Original Club Mix English) 6:50
5. Aerobic Disco (Original Short Mix Deutsch) 3:46
6. Aerobic Disco (Ultra Flirt Remix Edit) 3:32 Remix – Ultra Flirt
7. Aerobic Disco (Hard Training Edit) 3:32
8. Aerobic Disco (Original Short Mix English) 3:47